# Zeuke

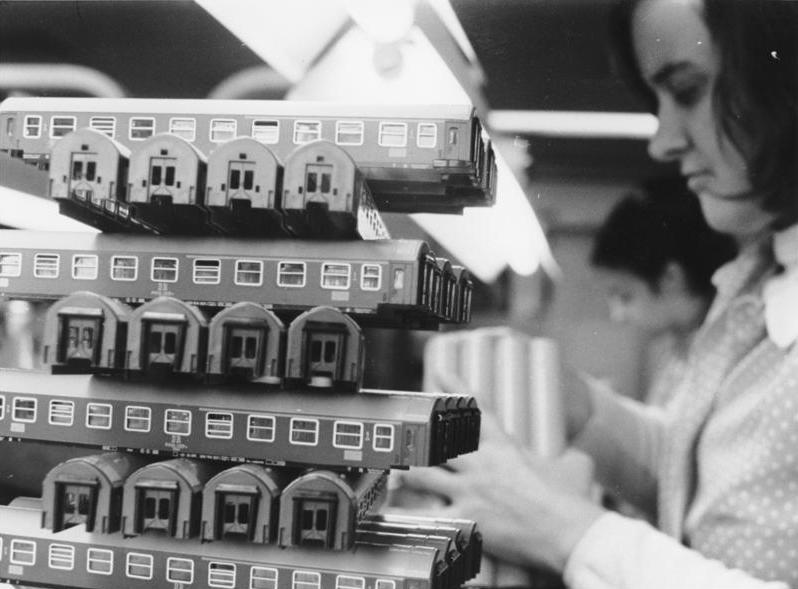
Mitarbeiterin bei der Endmontage von ABme-Wagen, 1971

Die Zeuke & Wegwerth KG war ein Modellbahnhersteller, der von 1946 bis 1993 in (Ost-)Berlin überwiegend Eisenbahnmodelle der Nenngröße TT herstellte. 1972 wurde der Betrieb zum VEB Berliner TT-Bahnen (BTTB) und überlebte die Wende um wenige Jahre. Nach der Insolvenz 1993 ging das Unternehmen in der Berliner TT Bahnen Pilz GmbH & Co. KG auf.

## Geschichte

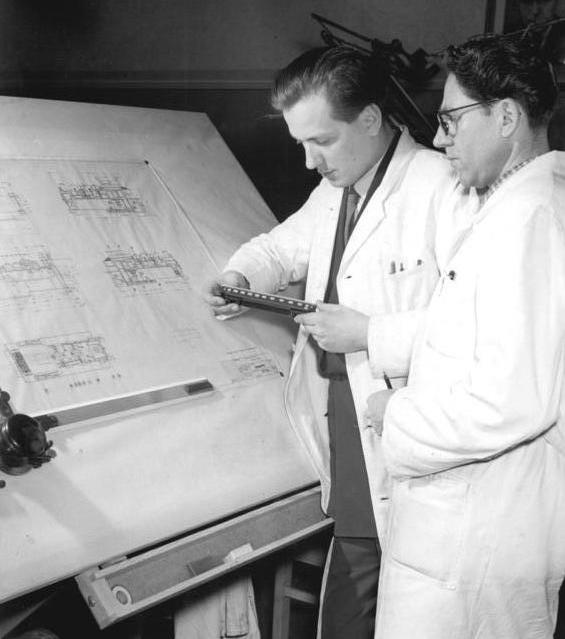
Ingenieure am Reißbrett, 1957

### Zeuke & Wegwerth KG

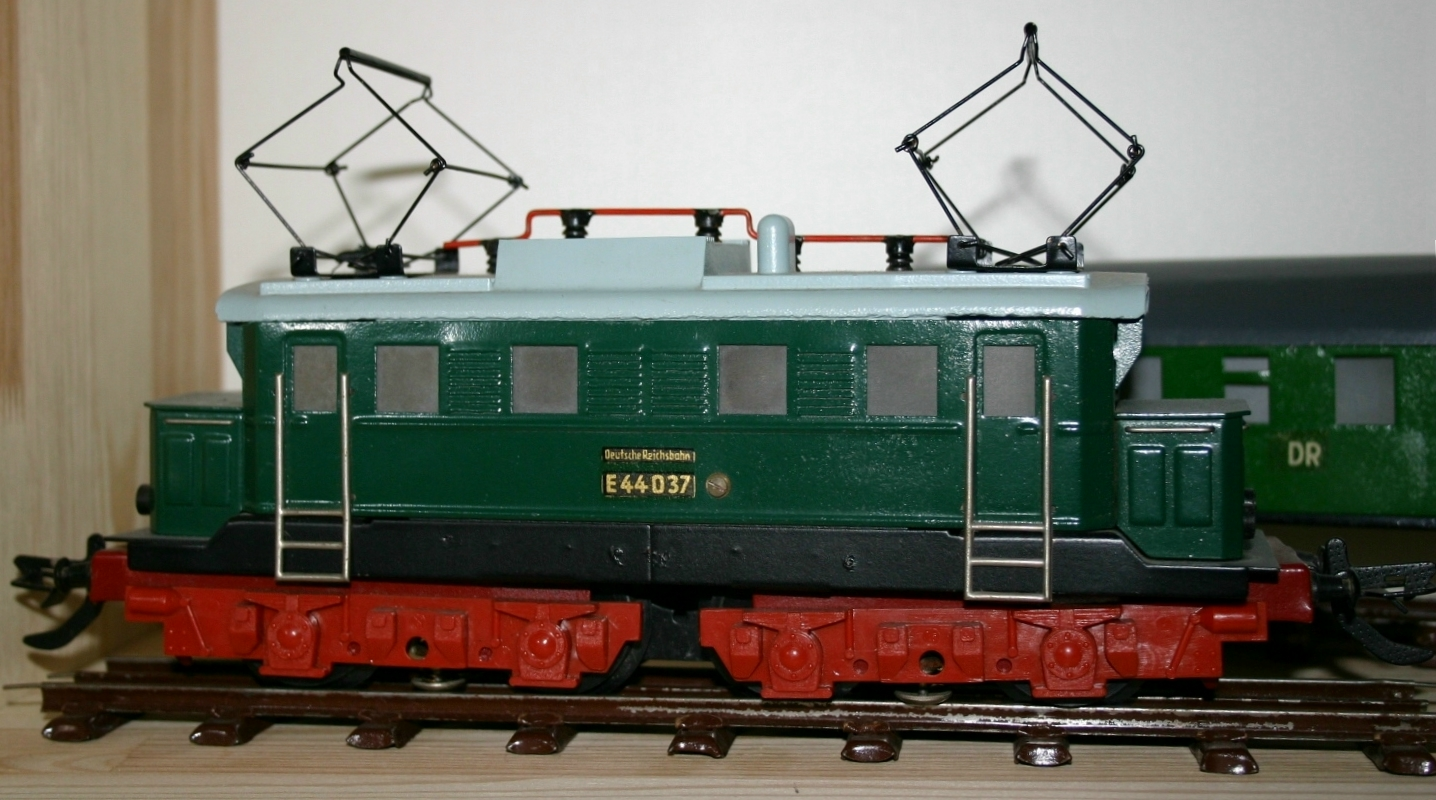
Modell der Baureihe E 44 in der Nenngröße 0

Die Berliner Firma Zeuke & Wegwerth fertigte seit Ende 1946 elektromechanische Spielwaren (z. B. Schiffe) und Modelleisenbahnartikel, letztere anfangs nur in der Nenngröße 0, danach in H0.
1956 nahm die Firma eine staatliche Beteiligung auf. Die bisherigen Geschäftsführer Werner Zeuke und Helmut Wegwerth wurden damit Komplementäre und Leiter dieser Kommanditgesellschaft (KG), in der der Staat als Geldgeber auftrat.
Nach den Erfolgen der westdeutschen Firma Rokal begann die Firma 1957 mit der Produktion von Modelleisenbahnfahrzeugen in der Nenngröße TT. So wurden auf der Leipziger Frühjahrsmesse 1957 unter anderem eine Dampflokomotive der Baureihe 23 und eine Diesellokomotive der BR V200 nebst Gleisen und Signalen vorgestellt, die dann zu Weihnachten 1958 in den Handel kamen. Die Modelle kamen so gut an, dass die Firma ab 1960 die Produktion von Artikeln in Größe 0 sowie von Nicht-Modelleisenbahnartikeln erst drosselte und schließlich im Laufe der 1960er Jahre komplett einstellte. Wegen der gesteigerten Nachfrage nach TT wurde 1965 der Firmensitz von der Grünauer Straße in Berlin-Köpenick in größere Gebäude in der Storkower Straße in Prenzlauer Berg/Lichtenberg verlegt, wo sie bis Mitte der 1990er Jahre blieb.
1966 erschien erstmals das eigene Fachmagazin Modellbahn-Praxis, im gleichen Jahr begann die Zusammenarbeit mit dem Versandhaus Quelle, das bis 1990 die TT-Modelle – insbesondere speziell für diesen Zweck gefertigte DB-Varianten – in seinem Katalog anbot.

### Berliner TT-Bahnen (BTTB)

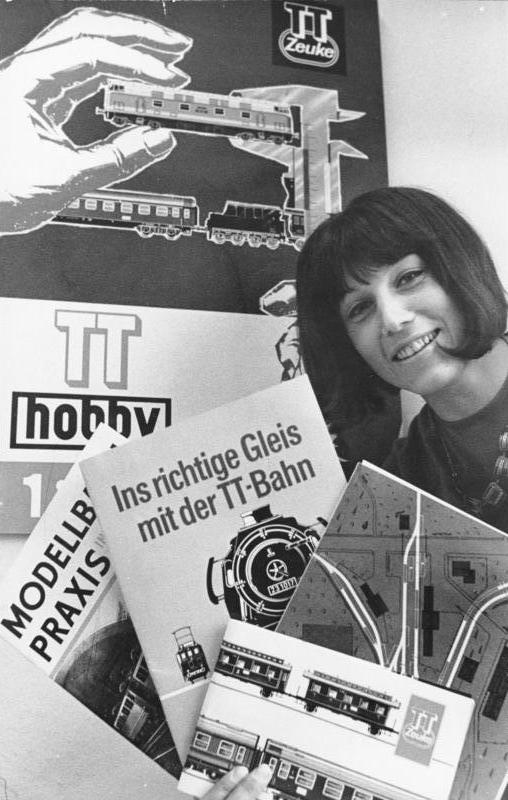
Präsentation von Werbematerial zur TT-Modelleisenbahn, 1971

1972 wurde die Zeuke & Wegwerth KG zwangsverstaatlicht und in VEB Berliner TT-Bahnen (BTTB) umbenannt. Das TT-Logo wurde jedoch beibehalten und vor allem im Export auch weiterhin der Zusatz Zeuke verwendet. Ab Anfang der 1980er Jahre war der VEB Berliner TT-Bahnen Teil des Kombinats Spielwaren.
Das Unternehmen produzierte primär für den einheimischen Markt mit fast ausschließlich dementsprechenden Modellen. Für die Devisenbeschaffung der DDR wurde aber auch exportiert, insbesondere in die Bundesrepublik Deutschland über das Unternehmen Richard Schreiber in Fürth, aber auch nach Belgien und nach Großbritannien. Um in diesen Märkten entsprechende Verkaufszahlen zu erreichen, wurden vereinzelt auch DB-Modelle wie die oben genannte BR V 200 sowie für Belgien und Skandinavien Varianten der NOHAB AA16 hergestellt. Ende der 1980er Jahre verkaufte das Unternehmen in Westeuropa aufgrund des Devisenmangels der DDR zunehmend Modelle unter dem Herstellungspreis, was zu einer Verschuldung führte.

### Reprivatisierung
Im Juni 1990 wurde der Betrieb reprivatisiert und in Berliner TT-Bahnen Zeuke GmbH umbenannt. Als Geschäftsführer konnte Werner Zeuke gewonnen werden, der von Henning Schauer unterstützt wurde. Innerhalb kurzer Zeit wurden viele Modelle überarbeitet und insbesondere neue Lackierungsvarianten sowie mehrere Neuheitenprojekte erstellt. Erste wirtschaftliche Probleme traten 1991 durch den Kaufkraftverlust in den neuen Bundesländern sowie massive Verkäufe von Lagerbeständen zu Tiefstpreisen auf. 1991 schied Werner Zeuke aus dem Unternehmen aus. Neuer Geschäftsführer wurde Carlo Parisel. Es folgten große Medienkampagnen, teils in Kooperation mit der Treuhand oder mit anderen Herstellern. 1992 gab es den Versuch der Expansion auf den TT-Markt USA.
Am 1. Juli 1992 übernahm das Unternehmen den Zubehörhersteller VERO aus Olbernhau; Neuheitenprojekte wurden fortgesetzt. Die BTTB unterstützte mit Sondermodellen und anderen Sponsoringmaßnahmen die Olympiabewerbung 2000 von Berlin.

### Insolvenz in Berlin und Firmierung in einen Sebnitzer Betrieb
Unerwartet meldete am 30. Juli 1993 der Betriebsrat der BTTB Zeuke GmbH aufgrund der Nichtzahlung dreier Monatsgehälter sowie hoher Verbindlichkeiten Insolvenz an. Im Rahmen des Insolvenzverfahrens übernahm der Eigentümer der Mattra GmbH, Hans-Jürgen Tillig aus Sebnitz, im September 1993 das Unternehmen. Unter dem neuen Firmennamen Berliner TT Bahnen Pilz GmbH & Co. KG wurden die Unternehmen Pilz und Mattra aus Sebnitz sowie BTTB Zeuke aus Berlin zusammengeschlossen. Im Jahre 1993 erfolgte die Umbenennung in Tillig Bahnen und Gleise GmbH & Co. KG und die Verlagerung des Firmensitzes nach Sebnitz. Teile der Produktion und des Vertriebes blieben noch einige Jahre in Berlin, der Unternehmensname war allerdings  Geschichte.
Seit 2019 hält der Modellbahnvertrieb TT120 Modellbahn die Namens- und Markenrechte an Berliner TT Bahnen. Der Vertrieb neuer Modelle unter diesem Markennamen ist geplant.